# Episodi di 14º Distretto (quinta stagione)
La quinta stagione della serie televisiva 14º Distretto è stata trasmessa in anteprima in Germania da Das Erste tra il 21 febbraio 1991 e l'11 aprile 1991.
| nº | Titolo originale             | Titolo italiano | Prima TV Germania | Prima TV Italia |
| -- | ---------------------------- | --------------- | ----------------- | --------------- |
| 1  | Das schwarze Schaf           | inedito         | 21 febbraio 1991  | inedito         |
| 2  | Der Blumenhändler            | inedito         | 28 febbraio 1991  | inedito         |
| 3  | Treffpunkt Kino              | inedito         | 7 marzo 1991      | inedito         |
| 4  | Gelegenheit macht Diebe      | inedito         | 14 marzo 1991     | inedito         |
| 5  | Altes Eisen                  | inedito         | 21 marzo 1991     | inedito         |
| 6  | Lauter ehrenwerte Leute      | inedito         | 28 marzo 1991     | inedito         |
| 7  | Menschlich, allzu menschlich | inedito         | 4 aprile 1991     | inedito         |
| 8  | Fährmann hol röver           | inedito         | 11 aprile 1991    | inedito         |